# Тесленко, Ольга Панкратьевна
Ольга Панкратьевна Тесленко (4 марта 1911, Острогожск, Воронежская губерния, Российская империя — 26 июня 1974, Москва, СССР) — советский библиотековед, кандидат философских наук (1938), разработчик библиотечно-библиографической классификации, заслуженный работник культуры РСФСР (1969), лауреат Государственной премии СССР (1981 — посмертно).

## Биография
Родилась в семье учителей. В 1929 году поступила на философский факультет МГУ, окончила в 1932 году. В течение года преподавала исторический и диалектический материализм в Астраханском педагогическом институте. В 1933 г. поступила в аспирантуру Государственного института психологии, педологии и психотехники, который годом позже был расформирован. В связи с этим перешла в аспирантуру Московского института философии, литературы и истории имени Чернышевского. В 1938 году защитила диссертацию «Критика учения Бергсона о длительности», получив степень кандидата философских наук.
По окончании аспирантуры в 1937 году была принята на работу в Государственную библиотеку СССР имени В. И. Ленина. Занимала должность главного библиотекаря научно-библиографического отдела, в 1945—1950 гг. заведовала отделом систематического каталога. В 1950—1962 гг. заместитель заведующего отделом обработки и каталогов, в 1962—1967 гг. заведовала отделом классификации, систематического и предметного каталогов. В 1967 году возглавила новоучреждённый научно-исследовательский отдел библиотечно-библиографической классификации и руководила им до конца жизни.
В работу над новой системой библиотечно-библиографической классификации включилась в 1945 году под руководством Е. И. Шамурина. В 1951 году возглавила эту работу. Автор свыше 130 научных работ.